# ВЕС Балтік 2
ВЕС Балтік 2 (нім. Offshore-Windpark Baltic 2) – німецька офшорна вітроелектростанція, введена в експлуатацію у 2015 році. Місце для розміщення ВЕС обрали в Балтійському морі за 32 км на північ від острова Рюген (земля Мекленбург-Передня Померанія).
Особливістю станції стало використання одразу двох типів фундаментів, обраних для районів із різними глибинами моря, котрі коливаються тут від 36 до 55 метрів. 39 монопальних фундаментів, вага яких доходила до 930 тон, встановив плавучий кран Svanen. На них монтувались перехідні елементи вагою 230 тон. Ще 41 фундамент спорудили у вигляді решітчатих основ («джекетів») із трьома опорами. Для закріплення їх на дні судно Goliath встановило 123 палі, по три на кожен фундамент. Власне «джекети» змонтували плавучі крани Taklift 4 (25 основ) та Stanislav Yudin (інші 16). Монтаж вітрових турбін на фундаменти провело у 2014-2015 роках спеціалізоване судно Vidar (яке до того ж одночасно прокладало з’єднуючі кабелі).
Ще однією особливістю ВЕС стала її трансформаторна підстанція, виконана у вигляді самопідйомної конструкції (варто зауважити, що за пару років до того таку схему використали на іншій німецькій ВЕС BARD 1). Плавучий блок розмірами 40х40х15 метрів та вагою 2650 тон відбуксирували на місце призначення, після чого він став на опори оточуючого його «джекету». Чотири необхідні для закріплення на дні палі довжиною по 80 метрів та вагою по 700 тон спорудив плавучий кран Rambiz.  
Для видачі продукції за допомогою судна Ndurance проклали два головні експортні кабелі довжиною по 57 км, призначені для роботи під напругою 150 кВ. Їх вивели не на суходіл, а до офшорної підстанції на ВЕС Балтік 1. Також можна відзначити, що невдовзі планується з’єднати Baltic 2 з данською офшорною ВЕС Kriegers Flak. В результаті три названі вітроелектростанції одночасно утворять ще один міждержавний канал передачі електроенергії, з'єднавши острів Зеландія (Данія) та федеральну землю Мекленбург (Німеччина).
80 вітроагрегатів ВЕС розміщено на площі 27 км2. На баштах висотою 78 метрів змонтували вітрові турбіни Siemens типу SWT-3.6-120 одиничною потужністю 3,6 МВт та діаметром ротора 120 метрів. 
Проект, реалізований енергетичною компанією із Баден-Вюртембергу EnBW, повинен виробляти 1,2 млрд кВт-год електроенергії на рік.